# Victor René Livache
Victor René Livache, connu sous le nom de Victor Livache, né à Paris 9e le 29 septembre 1872 et mort à Angers le 15 octobre 1944, est un dessinateur français de la fin du XIXe siècle et du début du XXe.

## Biographie
Victor Livache est le fils du peintre-verrier René Victor Livache (1831-1909), né à Angers.
Victor Livache a été le premier directeur de l'École régionale des Beaux-Arts d'Angers. 403 de ses œuvres sont visibles dans des musées de France, principalement au musée des beaux-arts d'Angers.